# Theuley
Theuley ist eine Gemeinde im französischen Département Haute-Saône in der Region Bourgogne-Franche-Comté.

## Geographie
Theuley liegt auf einer Höhe von 213 m über dem Meeresspiegel, zwölf Kilometer nordöstlich von Dampierre-sur-Salon und etwa 27 Kilometer westlich der Stadt Vesoul (Luftlinie). Das Dorf erstreckt sich im Westen des Departements, in der Plateaulandschaft nordwestlich des Saônetals, am östlichen Rand der Talniederung der Gourgeonne.
Die Fläche des 7,50 km² großen Gemeindegebiets umfasst einen Abschnitt im Bereich des Plateaus nördlich des Saônetals. Die westliche Grenze verläuft entlang der Gourgeonne, die für die Entwässerung zur Saône sorgt. Die Talaue liegt durchschnittlich auf 205 m und weist eine Breite von maximal einem Kilometer auf. Am südlichen Dorfausgang befindet sich ein mehr als 2 Hektar großer Weiher. Vom Flusslauf erstreckt sich das Gemeindeareal ostwärts auf das angrenzende Plateau und in ein Trockental, das sich zur Gourgeonne öffnet. Die Hochfläche erreicht eine durchschnittliche Höhe von 240 m. Sie besteht aus einer Wechsellagerung von kalkigen und sandig-mergeligen Sedimenten der oberen Jurazeit. In der Talniederung und auf dem Plateau herrscht landwirtschaftliche Nutzung vor. Nach Osten reicht das Gebiet in den Bois de la Vendue. Die südöstliche Abgrenzung bildet die ausgedehnte Waldung des Grand Bois de Theuley, in dem mit 262 m die höchste Erhebung von Theuley erreicht wird. Er trennt das Tal der Gourgeonne von der südlich angrenzenden Saône-Niederung.
Nachbargemeinden von Theuley sind Mont-Saint-Léger und Vauconcourt-Nervezain im Norden, Grandecourt im Osten, Vanne, Ray-sur-Saône und Tincey-et-Pontrebeau im Süden sowie Lavoncourt im Westen.

## Geschichte
Verschiedene Funde, insbesondere Ziegelfragmente, eine römische Vase, eine Statuette und Bronzemedaillen, weisen auf eine frühe Besiedlung des Gebietes hin. Theuley hieß früher Theuley-les-Ray und Theuley-les-Lavoncourt, um die Unterscheidung von Theuley-lès-Vars zu verdeutlichen. Der Ortsname leitet sich vom lateinischen Personennamen Tullius und dem Suffix -acum ab und bedeutet so viel wie Hof des Tullius. Im Mittelalter gehörte das Dorf zur Freigrafschaft Burgund und darin zum Gebiet des Bailliage d’Amont. Die lokale Herrschaft hatten stets die Herren von Fouvent inne. Zusammen mit der Franche-Comté gelangte Theuley mit dem Frieden von Nimwegen 1678 definitiv an Frankreich. Heute ist Theuley Mitglied des 42 Ortschaften umfassenden Gemeindeverbandes Communauté de communes des Quatre Rivières.

## Sehenswürdigkeiten
Die dreischiffige Kirche Saint-Martin wurde 1853 an der Stelle eine Kapelle von 1776 errichtet und besitzt einen Glockenturm im Imperialstil. Im Dorf gibt es fünf Calvaires, eine Quelle, die zum Brunnen gefasst ist (von 1820), und ein Lavoir von 1880, das einst als Waschhaus und Viehtränke diente.

## Bevölkerung
| Jahr                       | 1962 | 1968 | 1975 | 1982 | 1990 | 1999 | 2010 |
| Einwohner                  | 126  | 127  | 117  | 95   | 88   | 60   | 109  |
| Quellen: Cassini und INSEE |      |      |      |      |      |      |      |

Mit 101 Einwohnern (1. Januar 2022) gehört Theuley zu den kleinsten Gemeinden des Département Haute-Saône. Während des gesamten 20. Jahrhunderts nahm die Einwohnerzahl deutlich ab (1881 wurden noch 295 Personen gezählt). Seit Beginn des 21. Jahrhunderts ist ein Anstieg der Einwohnerzahl zu verzeichnen.

## Wirtschaft und Infrastruktur
Theuley war bis weit ins 20. Jahrhundert ein vorwiegend durch die Landwirtschaft (Ackerbau, Obstbau und Viehzucht) und die Forstwirtschaft geprägtes Dorf. Die Wasserkraft der Gourgeonne wurde früher für den Betrieb einer Mühle genutzt. Heute gibt es einige Betriebe des lokalen Kleingewerbes, vor allem in der Branche Holzverarbeitung. In den letzten Jahrzehnten hat sich das Dorf zu einer Wohngemeinde gewandelt. Viele Erwerbstätige sind deshalb Wegpendler, die in den größeren Ortschaften der Umgebung ihrer Arbeit nachgehen.
Die Ortschaft ist verkehrstechnisch gut erschlossen. Sie liegt nahe der Hauptstraße D70, die von Gray nach Combeaufontaine führt. Weitere Straßenverbindungen bestehen mit Mont-Saint-Léger, Grandecourt, Ray-sur-Saône und Tincey.

## Persönlichkeiten
- Jules Rimet (1873–1956), Begründer der Fußball-Weltmeisterschaft und Präsident der FIFA